# 2,5-Undecandion
2,5-Undecandion ist eine chemische Verbindung aus der Stoffgruppe der Diketone, bei der die beiden Carbonylgruppen durch zwei Methylengruppen getrennt sind (γ-Diketon).

## Darstellung
Nach einem von Heinz Hunsdiecker 1942 beschriebenen Syntheseweg lässt sich 2,5-Undecandion ausgehend von 5-Methylfurfurol erhalten. Zunächst wird 5-Methylfurfurol 1 mit Methylpropylketon 2 in einer Aldolkondensation zu der α,β-ungesättigten Carbonylverbindung 3 umgesetzt. Mt Natriumamalgam wird spezifisch nur die Doppelbindung der Seitenkette des Kondensationsprodukts reduziert. Die Zwischenstufe 4 wird anschließen in einer Wolff-Kishner-Reduktion mit Hydrazin in das 2-Methyl-5-hexylfuran 5 überführt. Durch säurekatalysierte Umsetzung bei 120 °C wird der Furanring gespalten und zu 2,5-Undecandion 6 umgesetzt.
Eine alternative Syntheseroute geht von Heptanal 1 aus. Zunächst wird die Carbonylgruppe mit 1,3-Propandithiol 2 als Dithian 3 geschützt. Das Dithian wird in THF mit n-Butyllithium deprotoniert und mit 1,3-Dichlor-2-buten 4 zur Zwischenstufe 5 alkyliert. Durch Hydrolyse der Dithioacetal-Schutzgruppe mit konzentrierter Schwefelsäure erhält man das 2,5-Undecandion 6. Das Rohprodukt kann durch Derivatisierung mit Girard Reagenz T in Methanol aufgearbeitet und gereinigt werden.

## Verwendung
2,5-Undecandion kann in einer Hunsdiecker-Kondensation mit Natronlauge in siedendem Ethanol zu dem Duftstoff Dihydrojasmon cyclisiert werden: